# Amanda (software)
Amanda, de Advanced Maryland Automatic Network Disk Archiver is een open source computer archiveringsprogramma dat back-ups kan maken van gegevens die verspreid zijn over meerdere computers in een computernetwerk.  Het gebruikt een client-servermodel, waarbij de server elke client contacteert om een back-up te maken op een voorafbepaald tijdstip.
Amanda werd oorspronkelijk ontwikkeld aan de Universiteit van Maryland, College Park en wordt ter beschikking gesteld onder een BSD-licentie.  Amanda bestaat zowel in een gratis versie als in een volledig ondersteunde "Enterprise Edition".  Amanda werkt op vrijwel alle Unix-varianten, en ondersteunt ook Microsoft Windows systemen via Samba of met een win32 client.
Amanda kan back-ups zowel naar tape als naar disk wegschrijven. Daarenboven heeft Amanda nog enkele extra fuctionaliteiten, zoals tape-spanning waarbij een back-up die te groot is voor één tape automatisch over meerdere tapes gespreid wordt.
Een van de belangrijkste onderdelen van Amanda is een intelligente planner, die het gebruik van de beschikbare computercapaciteit optimaliseert over verschillende back-upsessies.

## Enterprise Edition
Amanda Enterprise Edition is een commerciële versie van Amanda die ontwikkeld werd door Zmanda.  Deze versie bevat onder andere een grafische console (ZMC, Zmanda Management Console) om het back-upproces te beheren, ondersteuning voor plug-ins, en de mogelijkheid om back-ups te bewaren in de cloud. De cloud back-upoptie gebruikt de Amazon S3-service van Amazon Web Services.  Plug-ins dienen om applicatiespecifieke back-ups te maken van bijvoorbeeld Oracle databases, gedeelde bestanden via Samba, NAS-apparaten, enz. Amanda Enterprise ondersteunt ook back-ups van actieve virtuele machines die op VMware-infrastructuur draaien.